# Eerste klasse 1994-95 (voetbal België)
Het seizoen 1994/95 van de Belgische Eerste Klasse ging van start in de zomer van 1994 en eindigde in de lente van 1995. RSC Anderlecht werd landskampioen. Het was het laatste seizoen in de hoogste afdeling waarbij een overwinning 2 punten opleverde, de volgende seizoenen zou een club 3 punten krijgen voor een overwinning.

## Gepromoveerde teams
Deze teams waren gepromoveerd uit de Tweede Klasse voor de start van het seizoen:
- K. Sint-Truidense VV (kampioen in Tweede)
- KSC Eendracht Aalst (eindrondewinnaar)

## Degraderende teams
Deze teams degradeerden naar Tweede Klasse op het eind van het seizoen:
- KV Oostende
- R. Club Liégeois

## Titelstrijd
RSC Anderlecht werd landskampioen met een nipte voorsprong van 1 punt op Standard Luik en 3 punten op Club Brugge.

## Europese strijd
RSC Anderlecht was als landskampioen geplaatst voor de Champions League-voorrondes van het volgend seizoen. Club Brugge dat als derde aanspraak kon maken op een Europees ticket won echter ook de beker en verdiende zo in de plaats een deelname aan de Beker voor Bekerwinnaars.
Standard, Lierse en nieuwkomer Eendracht Aalst plaatsten zich voor de UEFA Cup.

## Degradatiestrijd
KV Oostende en Club Luik eindigden afgetekend op de twee laatste plaatsen en degradeerden.

## Eindstand
|         |    |                 | P  | W  | G  | V  | +  | -  | DS  | Ptn |
| ------- | -- | --------------- | -- | -- | -- | -- | -- | -- | --- | --- |
| K (CL)  | 1  | RSC Anderlecht  | 34 | 23 | 6  | 5  | 80 | 31 | 49  | 52  |
| (UEFA)  | 2  | Standard Luik   | 34 | 21 | 9  | 4  | 52 | 23 | 29  | 51  |
| (beker) | 3  | Club Brugge     | 34 | 21 | 7  | 6  | 68 | 31 | 37  | 49  |
| (UEFA)  | 4  | Eendracht Aalst | 34 | 14 | 11 | 9  | 63 | 57 | 6   | 39  |
| (UEFA)  | 5  | Lierse          | 34 | 14 | 9  | 11 | 52 | 52 | 0   | 37  |
|         | 6  | Germinal Ekeren | 34 | 12 | 13 | 9  | 57 | 39 | 18  | 37  |
|         | 7  | Lommel          | 34 | 13 | 9  | 12 | 44 | 41 | 3   | 35  |
|         | 8  | Sint-Truiden    | 34 | 11 | 13 | 10 | 34 | 35 | −1  | 35  |
|         | 9  | Seraing         | 34 | 12 | 10 | 12 | 53 | 45 | 8   | 34  |
|         | 10 | Beveren         | 34 | 10 | 12 | 12 | 40 | 46 | −6  | 32  |
|         | 11 | KV Mechelen     | 34 | 11 | 9  | 14 | 41 | 46 | −5  | 31  |
|         | 12 | RWDM            | 34 | 10 | 11 | 13 | 34 | 41 | −7  | 31  |
|         | 13 | Charleroi       | 34 | 10 | 11 | 13 | 33 | 43 | −10 | 31  |
|         | 14 | KAA Gent        | 34 | 11 | 8  | 15 | 41 | 53 | −12 | 30  |
|         | 15 | Cercle Brugge   | 34 | 9  | 10 | 15 | 43 | 52 | −9  | 28  |
|         | 16 | Antwerp         | 34 | 8  | 8  | 18 | 40 | 56 | −16 | 24  |
| D       | 17 | KV Oostende     | 34 | 5  | 9  | 20 | 34 | 81 | −47 | 19  |
| D       | 18 | Club Liégeois   | 34 | 5  | 7  | 22 | 35 | 72 | −37 | 17  |

P: wedstrijden gespeeld, W: wedstrijden gewonnen, G: gelijke spelen, V: wedstrijden verloren, +: gescoorde doelpunten, -: doelpunten tegen, DS: doelsaldo, Ptn: totaal punten
K: kampioen, D: degradeert, (beker): bekerwinnaar, (CL): geplaatst voor Champions League, (UEFA): geplaatst voor UEFA-beker

## Topscorers
| Scorer             | Goals | Team            | Land      |
| ------------------ | ----- | --------------- | --------- |
| Aurelio Vidmar     | 22    | Standard Luik   | Australië |
| Gilles De Bilde    | 21    | Eendracht Aalst | België    |
| Gunther Hofmans    | 16    | Germinal Ekeren | België    |
| Josip Weber        | 15    | RSC Anderlecht  | België    |
| Roger Lukaku       | 15    | RFC Seraing     | Zaïre     |
| Lorenzo Staelens   | 15    | Club Brugge     | België    |
| Gert Verheyen      | 15    | Club Brugge     | België    |
| Patrick Goots      | 14    | KSK Beveren     | België    |
| Christophe Lauwers | 14    | Cercle Brugge   | België    |

## Individuele prijzen
- Gouden Schoen:  Gilles De Bilde (Eendracht Aalst)
- Profvoetballer van het Jaar:  Marc Degryse (RSC Anderlecht)
- Trainer van het Jaar:  Robert Waseige (Standard Luik)
- Keeper van het Jaar:  Gilbert Bodart (Standard Luik)
- Scheidsrechter van het Jaar:  Guy Goethals
- Ebbenhouten Schoen:  Godwin Okpara (Eendracht Aalst)
- Jonge Profvoetballer van het Jaar:  Celestine Babayaro (RSC Anderlecht)

1895/96 · 1896/97 · 1897/98 · 1898/99 · 1899/00 · 1900/01 · 1901/02 · 1902/03 · 1903/04 · 1904/05 · 1905/06 · 1906/07 · 1907/08 · 1908/09 · 1909/10 · 1910/11 · 1911/12 · 1912/13 · 1913/14 · 1914/15 · 1915/16 · 1916/17 · 1917/18 · 1918/19 · 
1919/20 · 1920/21 · 1921/22 · 1922/23 · 1923/24 · 1924/25 · 1925/26 · 1926/27 · 1927/28 · 1928/29 · 1929/30 · 1930/31 · 1931/32 · 1932/33 · 1933/34 · 1934/35 · 1935/36 · 1936/37 · 1937/38 · 1938/39 · 1939/40 · 1940/41 · 1941/42 · 1942/43 · 1943/44 · 1944/45 · 1945/46 · 1946/47 · 1947/48 · 1948/49 · 1949/50 · 1950/51 · 1951/52 · 1952/53 · 1953/54 · 1954/55 · 1955/56 · 1956/57 · 1957/58 · 1958/59 · 1959/60 · 1960/61 · 1961/62 · 1962/63 · 1963/64 · 1964/65 · 1965/66 · 1966/67 · 1967/68 · 1968/69 · 1969/70 · 1970/71 · 1971/72 · 1972/73 · 1973/74 · 1974/75 · 1975/76 · 1976/77 · 1977/78 · 1978/79 · 1979/80 · 1980/81 · 1981/82 · 1982/83 · 1983/84 · 1984/85 · 1985/86 · 1986/87 · 1987/88 · 1988/89 · 1989/90 · 1990/91 · 1991/92 · 1992/93 · 1993/94 · 1994/95 · 1995/96 · 1996/97 · 1997/98 · 1998/99 · 1999/00 · 2000/01 · 2001/02 · 2002/03 · 2003/04 · 2004/05 · 2005/06 · 2006/07 · 2007/08 · 2008/09 · 2009/10 · 2010/11 · 2011/12 · 2012/13 · 2013/14 · 2014/15 · 2015/16 · 2016/17 · 2017/18 · 2018/19 · 2019/20 · 2020/21· 2021/22 · 2022/23 · 2023/24 · 2024/25